# دوندو
دوندو هي مدينة وعاصمة مقاطعة لوندا نورتي في أنغولا بلغ عدد سكانها في 2014 177،064 نسمة.